# Gabriela Olărașu
Gabriela Olărașu ou  Stanciu-Olărașu, née  Stanciu, est une joueuse d'échecs roumaine née le 7 novembre 1964 à Iași, grand maître international féminin depuis 1997 et triple médaillée aux olympiades d'échecs féminines.

## Biographie et carrière
Maître international féminin en 1985, Gabriela Olărașu reçut le titre de Grand maître international féminin en 1997.
Elle remporta six fois le championnat de Roumanie d'échecs (en 1988, 1989, 1993, 1996, 1999 et 2003).
Gabriela Olărașu remporta la médaille d'argent au championnat d'Europe junior féminin en 1984 à Katowice.
Gabriela Olărașu a représenté la Roumanie lors de huit olympiades : de 1984 à 2004, remportant la médaille de bronze par équipe lors des olympiades de 1984 et 1986 (elle était remplaçante) et la médaille d'or individuelle lors de l'Olympiade d'échecs de 1986 avec 7 points marqués en 9 parties
Elle participa aux championnats d'Europe par équipe en 2005 au troisième échiquier de la Roumanie qui finit cinquième de la compétition.